# Coelogyne rochussenii
Coelogyne rochussenii é uma espécie de orquídea epífita, família Orchidaceae, que habita desde a Península da Tailândia até diversas ilhas da Malásia central.